# Ferdinand James von Rothschild

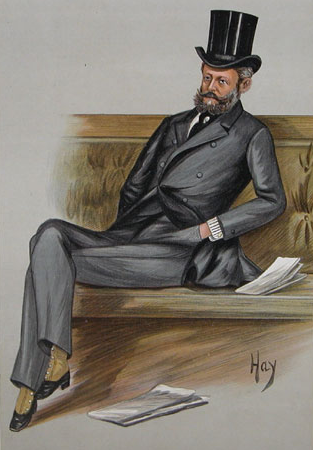
El baró Ferdinand de Rothschild a la Cambra dels Comuns del Regne Unit

Ferdinand James Anselm Freiherr von Rothschild (17 de desembre de 1839 – 17 de desembre de 1898) fou un col·leccionista d'art del Regne Unit i membre de la important família Rothschild de banquers. Fou un polític liberal que es va asseure a la Cambra dels Comuns des de 1885 fins a 1898.
Tot i que Ferdinand von Rothschild va néixer a París, era de Viena i formava part de la família de banquers Rothschild d'Àustria. Va ser el segon fill del baró Anselm von Rothschild (1803-1874) i Charlotte von Rothschild née Rothschild (1807-1859). Duia el títol hereditari Freiherr (baró) a la noblesa austríaca. Va esdevenir ciutadà britànic i es va mudar a Londres; al Regne Unit usava el nom de Ferdinand de Rothschild.
El 1874 va comprar unes terres prop de la vila de Waddesdon, a Buckinghamshire, i entre 1874 i 1889 va construir Waddesdon Manor, una casa de camp dissenyada per Gabriel-Hippolyte Destailleur en un estil eclèctic basat en els châteaux francesos del segle xvi. El 1883 Ferdinand esdevingué High Sheriff of Buckinghamshire i el 1885 fou elegit com a parlamentari liberal d'Aylesbury, seient que va mantenir fins a la seva mort l'any 1898.